# Nazionale femminile di pallacanestro 3x3 dell'Italia
La nazionale femminile di pallacanestro 3x3 dell'Italia, chiamata anche Nazionale Open, è la selezione delle migliori giocatrici italiane che prende parte a competizioni amichevoli e ufficiali, sotto l'égida della FIP.
È stata la prima selezione italiana a vincere un titolo mondiale nella pallacanestro: nel 2018 ha vinto il campionato mondiale che si è disputato a Manila. Della squadra facevano parte Giulia Ciavarella, Rae Lin D'Alie, Marcella Filippi e Giulia Rulli, allenate da Angela Adamoli.

## Piazzamenti

### Olimpiadi
| Edizione    | Posizione       | G               | V               | P               |
| ----------- | --------------- | --------------- | --------------- | --------------- |
| Tokyo 2020  | 6° posto        | 8               | 2               | 6               |
| Parigi 2024 | Non qualificata | Non qualificata | Non qualificata | Non qualificata |
| Totale      | 1/2             | 8               | 2               | 6               |

### Campionati del mondo
| Edizione         | Posizione        | G               | V               | P               |
| ---------------- | ---------------- | --------------- | --------------- | --------------- |
| Atene 2012       | Non qualificata  | Non qualificata | Non qualificata | Non qualificata |
| Mosca 2014       | Fase a gironi    | 5               | 1               | 4               |
| Guangzhou 2016   | Fase a gironi    | 4               | 3               | 1               |
| Nantes 2017      | Quarti di finale | 5               | 4               | 1               |
| Bocaue 2018      | Campione         | 7               | 6               | 1               |
| Amsterdam 2019   | Quarti di finale | 5               | 3               | 2               |
| Anversa 2022     | Non qualificata  | Non qualificata | Non qualificata | Non qualificata |
| Vienna 2023      | Ottavi di finale | 5               | 2               | 3               |
| Ulaanbaatar 2025 | Fase a gironi    | 4               | 1               | 3               |
| Varsavia 2026    | Evento futuro    | Evento futuro   | Evento futuro   | Evento futuro   |
| Singapore 2027   | Evento futuro    | Evento futuro   | Evento futuro   | Evento futuro   |
| Totale           | 7/11             | 35              | 20              | 15              |

### Campionati europei
| Edizione         | Posizione        | G               | V               | P               |
| ---------------- | ---------------- | --------------- | --------------- | --------------- |
| Bucarest 2014    | Non qualificata  | Non qualificata | Non qualificata | Non qualificata |
| Bucarest 2016    | Primo turno      | 2               | 0               | 2               |
| Amsterdam 2017   | Quarti di finale | 3               | 2               | 1               |
| Bucarest 2018    | 4º posto         | 5               | 2               | 3               |
| Debrecen 2019    | Primo turno      | 2               | 0               | 2               |
| Parigi 2021      | Non iscritta     | Non iscritta    | Non iscritta    | Non iscritta    |
| Graz 2022        | Non qualificata  | Non qualificata | Non qualificata | Non qualificata |
| Gerusalemme 2023 | Quarti di finale | 3               | 2               | 1               |
| Vienna 2024      | Primo turno      | 2               | 0               | 2               |
| Copenhagen 2025  | Non qualificata  | Non qualificata | Non qualificata | Non qualificata |
| Anversa 2026     | Evento futuro    | Evento futuro   | Evento futuro   | Evento futuro   |

### Giochi del Mediterraneo
| Edizione       | Posizione   | G | V | P |
| -------------- | ----------- | - | - | - |
| Tarragona 2018 | Primo turno | 3 | 1 | 2 |
| Orano 2022     | 3º posto    | 6 | 4 | 2 |

### Giochi europei
| Edizione      | Posizione       | G               | V               | P               |
| ------------- | --------------- | --------------- | --------------- | --------------- |
| Baku 2015     | Non qualificata | Non qualificata | Non qualificata | Non qualificata |
| Minsk 2019    | Primo turno     | 3               | 0               | 3               |
| Cracovia 2023 | Non qualificata | Non qualificata | Non qualificata | Non qualificata |

## Formazioni

### Olimpiadi
Pallacanestro ai Giochi della XXXII Olimpiade - Torneo 3x3 femminile3 D’Alie, 4 Consolini, 5 Filippi, 8 Rulli,        All. Andrea Capobianco

### Mondiali
Campionato mondiale di pallacanestro 3x3 20145 Filippi, 8 Canova, 13 Baldelli, 55 Ercoli,        All. Nevio Giuliani
Campionati mondiali di pallacanestro 3x3 20163 Visconti, 5 Filippi, 6 Tognalini, 8 Quarta,        All. Angela Adamoli
Coppa del Mondo di pallacanestro 3x3 20172 D'Alie, 5 Filippi, 6 Tognalini, 33 Richter,        All. Angela Adamoli
Coppa del Mondo di pallacanestro 3x3 20182 D'Alie, 5 Filippi, 8 Rulli, 9 Ciavarella,        All. Angela Adamoli
Coppa del Mondo di pallacanestro 3x3 20192 D'Alie, 5 Filippi, 8 Rulli, 9 Ciavarella,        All. Angela Adamoli
Coppa del Mondo di pallacanestro 3x3 20233 D'Alie, 4 Consolini, 10 Del Pero, 14 Madera,        All. Andrea Capobianco
Coppa del Mondo di pallacanestro 3x3 20251 Nasraoui, 3 D'Alie, 13 Olajide, 14 Frustaci,        All. -

### Europei
Campionati europei di pallacanestro 3x3 20163 Visconti, 5 Filippi, 6 Tognalini, 8 Quarta,        All. Angela Adamoli
Coppa Europa di pallacanestro 3x3 20172 D'Alie, 5 Filippi, 6 Tognalini, 14 Barberis,        All. Angela Adamoli
Coppa Europa di pallacanestro 3x3 20182 D'Alie, 5 Filippi, 9 Ciavarella, 15 Zampieri,        All. Angela Adamoli
Coppa Europa di pallacanestro 3x3 20192 D'Alie, 5 Filippi, 8 Rulli, 15 Zampieri,        All. Angela Adamoli
Coppa Europa di pallacanestro 3x3 20233 D'Alie, 5 Carangelo, 14 Madera, 23 Spreafico,        All. Andrea Capobianco
Coppa Europa di pallacanestro 3x3 20244 Consolini, 9 Trimboli, 15 Miccoli, 23 Spreafico,        All. -

### Giochi del Mediterraneo
Pallacanestro 3x3 femminile ai XVIII Giochi del Mediterraneo4 Porcu, 5 Cabrini, 10 Porcari, 55 Landi,        All. -
Pallacanestro 3x3 femminile ai XIX Giochi del Mediterraneo1 Del Pero, 14 Madera, 23 Smorto, 28 Bongiorno,        All. Luciano Nunzi

### Giochi europei
Pallacanestro 3x3 femminile ai II Giochi europeiContu, De Cassan, Landi, Russo, All. Lorenza Arnetoli